# 供水

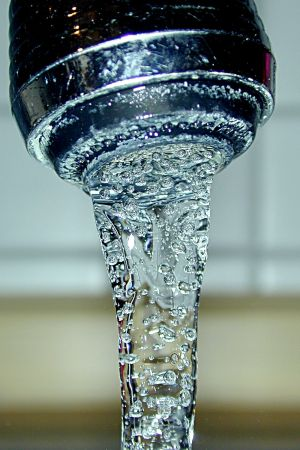
饮用水

供水是指通过公共设施、商业组织、社区努力或个人提供水资源，水的输送通常是通过水泵和管道。灌溉也包括在其中。

## 全球范围清洁水资源的获得
到2010年，全球85%（67亿4千万）的人口能够通过住宅连接系统或净水设施获得管道供水，这些设施包括水管、水站、泉水或受保护的水井。然而，仍有14%（8亿8千4百万）人口无法获得净化水源，并仍在通过未受保护的水井、泉水、运河、湖泊、河流等满足用水需要。
清洁的供水，特别是未遭粪便污染的水，对公共健康起到至关重要甚至决定性的作用。因巨大灾难，如地震、洪水、战争等而导致供水设施或卫生设施遭到毁坏，这可能引起严重的水源性疾病疫情，有时甚至是危急生命的。联合国认定能够获得普遍可及净水是人类的基本权力，也是迈向改善全球生活标准的过程中不可或缺的步骤。水资源缺乏的社区通常也是经济上贫困的地区，该社区的住民陷于贫困的循环而不能自拔。在哥伦比亚太平洋沿岸的塔马赫（Tamaje）村，人们长期直接从河中打水饮用。受长期武装冲突和采矿活动的污染，十分之七的人因饮用受污染的水而生病，出现皮疹、胃疼、腹泻等现象。

### 使用
在美国，一个正常家庭每天约使用69.3加仑（262升）水（2008年数据）。这包括厕所用水、洗衣机用水、淋浴、洗手间用水、水龙头用水以及漏水的情况。

## 供水技术
供水系统从各种地点获取水源，这些水源都经过了适当的处理，包括地下水、地表水（湖泊和河流），以及经过淡化的海水。水源处理步骤一般包括：净化、氯化消毒，有时还包括添加氟化剂。处理后的水资源通过重力或通过水泵抽水聚集到水库中，并通过水塔或通过地面设施供应。水被使用后，废水一般排入下水道系统，并在排入河流、湖泊、海洋前在污水处理厂进行处理，或再利用于景观、灌溉或工业用水。

### 服务品质
多达35亿人虽然可以获得管道供水，但其设施不完善或服务品質十分不好。特别是在80%世界人口居住的发展中国家。供水服务品質需要从多方面进行评判：持续性、水的品質、水压、服务提供方对用户投诉的处理等。

### 供水持续性
在大部分发达国家，持续供水是理所当然的事情，但在许多发展中国家，这仍是一个严重的问题，有时只能保证每天几小时甚至每周数天的供水。据估计，发展中国家的半数人口只能获得断断续续的供水。

### 水质
饮用水质量的鉴别分微生物层面和物理化学层面。水质的参数多种多样。对公共供水系统来说，水资源至少进行过消毒——大部分是通过氯化消毒或紫外线消毒；有些水资源还需进一步的处理，特别是地表水。

### 水压
由于储水系统位置的不同，水压也会有所分别。位于地下的储水管水压较高，因此在出水口都会安装一个降压器。在一些设施不完善的地方，水压可能过低并导致出水量不足；或是水压过高，导致水泵破裂并造成水的浪费。城市地区供水系统的水压一般通过加压水箱将水抽入水塔，并依靠重力维持水压；或是单纯通过水处理厂或中继泵站的水泵控制。
英国城市的正常水压为4到5巴。但是一些人的供水水压也可能超过8巴或低于1巴。一个铁制主管道可能穿过很深的峡谷并保持同样的额定水压，但分配到每个用户家中的水压会因静水压力（每高10米降低1巴）的存在或高或低。因此对于1个100英里（30米）高的丘陵来说，住在山脚用户的水压会比住在山顶的用户高3巴。

## 水及卫生设施供应商的比较
比较水和卫生设施供应商是必要的，因为这样可以使供应商在竞争中变得更好。在竞争环境下，公司需要在持续的压力中表现自己。但供水设施提供商常常因其自然垄断特性，而能免受这种压力：一些设施能够得到大规模的更新，但大部分设施都未达到其最佳状态。为供水服务的提供设立基准有利于刺激竞争，为进步设立一个实质性的目标，并创造压力以完善设施。关于水和卫生设施基准的信息由国际供水与污水处理绩效管理网络提供。

## 机构责任及管理
多种机构对供水负有责任。最基本的划分是一部分机构负责制定供水政策和法规；另一部分机构负责提供设施。

### 政策与法规
供水政策与法规通常由一个或几个部门，在与法律部门协商后制定。在美国，美国环境保护协会的行政报告直接呈交总统，他们负责制定水和卫生事业政策和法规。在其他国家，制定责任一般委托给环保部（如墨西哥和哥伦比亚）、卫生部（如巴拿马、洪都拉斯和乌拉圭）。公共事务部（如厄瓜多尔和海地）、经济部（如德国）或能源部（如伊朗）。少数国家，如约旦和玻利维亚，甚至有水利部的存在。通常来说几个部门共同负责供水。在欧盟内部，一些重要的政策行动已经委托给超国家组织负责。政策和法规执行包括设定税率并通过增税决议；设定、监督并加强服务质量及环境保护规范；为服务供应商之表现设立标杆；加快服务提供商的改革与完善。政策执行与监管的界限并不那么明晰， 一些国家将其共同交给政府部门负责，而在另一些国家监管职能由独立于政府部门的协会负责。

### 监管协会
世界上许多国家建立了有关基础设施服务的监管协会，通常包括供水和卫生协会，以更好的保护消费者并提高效率。监管协会具有多项职责，特别是批准提税协议以及管理运营信息系统，包括绩效系统。有时他们也接受并处理来自消费者的投诉，当消费者不满意供应方所提供的服务时。这些特殊组织与政府部门比较，更有能力且更客观的监管服务供应商。监管部门与政府行政部门相比更为独立，但是在许多国家，实际运行过程中监管部门也没有那么强的自治性。美国历史上有长达一个世纪的时间监管部门都是由各州运营的，而在加拿大则由各省管理。在许多发展中国家，同步于当时的私有化浪潮，水资源监管协会大多在1990年代建立。
许多国家没有针对水资源的监管协会。在这些国家，供应商由当地或国家政府直接管理。这些国家包括欧洲大陆上的国家、中国和印度。
更多信息可参见基础设施监管知识体系和世界银行知识库。

### 服务提供
供水服务通常是国家公共事业的一部分，这些服务根据他们以边界为基础的地域覆盖、行业覆盖、所属关系以及政府安排有所不同。

### 地域覆盖
许多供水服务会在每个城市、乡镇或直辖市建立公用供水设施，然而设施的完善程度与经济发展程度密切相关。
一些小型国家，特别是发展中国家，已经建立了覆盖整个国家或者至少是大部分主要城镇的供水系统。而在一些乡村，特别是发展中国家的乡村地区，虽然居住着世界半数人口，供水服务并不是公用的，而是通过当地社区组织提供，且通常覆盖一个或好几个村庄。

### 行业覆盖
一些国家水资源公共服务只提供供水服务，而污水处理则由其他的组织负责。突尼斯就是其中的一例。然而大多数情况下水资源公共服务亦提供下水道和污水处理服务。在一些城市和国家，电力输送也包括在内。一些少数情况下这些公共服务还包括垃圾处理和通信服务，这种综合型公共服务的例子可以在哥伦比亚城市麦德林找到。在德国法兰克福、卡萨布兰卡、摩洛哥以及西非的加蓬，公共设施提供供水、卫生和电力公共服务。综合型公共服务享有一系列好处，如在法律允许情况下的统一收费和供水与电力服务的交叉补贴。

### 供应商与政府管理
供水提供方可以是公共企业、私人企业、混合或联合企业。世界上大多数城市供水方为公共事业。正如奥兰治亲王威廉-亚历山大所说，“影响了许多人的供水危机实际上主要是由于政府管理的失职，而非水资源的紧缺。”政府在税费方面进行了一定改革，将反映成本的税收与富人和穷人间的交叉补贴相结合，以减少未计量水（因偷水和漏水引起）的高比重，并为能使供水网络能够更多的进入穷人家庭提供财政支持。公共企业和私人企业的合作能帮助实现这一目标。

### 管理安排
对于公共和私人企业的管理方式多种多样。管理方式规定了服务供应商间的关系、它的拥有者、它的消费者以及监管者。他们决定服务供应商的财政自治权，以及它运作资产、扩展服务、吸引并挽留有能力的职员、以及最终提供高质量服务的能力。管理安排的核心在于监管机构能在何种程度上逃离政府的武断干涉，以及是否有明晰的任务和政治意愿允许供应商通过税率补贴其成本并维持收入。如果负责供水的是城市的行政部门，那么很有可能税收会用于其它目的。在某些情况下，职员也可能是因政治目的任命，而非基于他们的专业能力。

### 成本及财政
供水成本大部分是固定成本（资本成本和人员成本），只有小部分可变成本取决于水资源的消费量（主要是能源和化学品）。发达国家城市地区供水总成本大约为每立方米1到2美元，主要取决于当地的花费和当地水资源消耗水平。卫生清洁成本（下水道和废水处理）每平方米额外花费1到2美元。发展中国家的花费略低。世界范围内，这些成本中只有一部分由消费者支付，剩下的部分则通常由地方或国家政府直接或间接财政补贴。

## 发展中国家的供水

### 供水设备
超过十亿的人用不上洁净水，其中每五个人就有四个人生活在发展中国家的乡村地区。乡村居民在地理上较分散，一般来说他们都住在现代配水系统能够供水的地区之外。他们往往依赖自然水源，并可能为了取得可以安全饮用的水每天要走很远的路。配水系统也未能普及供水给居住在发展中国家内快速成长的城市贫民窟的人。林立的简陋小镇得不到城市供水系统，使贫困的居民不得不从私营水源取得用水，价格往往过分高昂。
即使有基础设施配水，也经常是老旧不堪、维护不良、容易发生大型破损和渗漏。如果配水系统受损，则水有可能又被介水疾病生物再污染。
在菲律宾首都马尼拉，该市居民中只有四分之三使用市政府提供的自来水。在马尼拉以外地区，能够使用净水的人则少很多。不论是马尼拉市或其他地区，居民若想避免由于使用其邻里发臭和受污染的水而感染霍乱和其他疾病，则必须找寻替代水源。这项问题已经得到解决—菲律宾各地现有数千所注水站。这些商店是以私营的社区水源开始，消费者带容器到注水站加水，每加仑付的费用远比商用瓶装水便宜很多。由于需求量大，这些商店现在为一般顾客提供送水到家的服务。但是有些商店的水可能由未经授权或非法挖掘深井提供。这种私营供水源的增加可能对地下水储备有损害效应，并使它们容易受到污染。
在尼日尔的乡下，许多村落安装社区水泵以解决广泛的用水危机。尼日尔的乡村人口中有64%缺乏净水可用。每十个国民中有九个人缺乏适当的方法处理他们的粪便。这些水问题助长了疾病、教育和经济成长停滞，造成尼日尔乡村地区大部分的婴儿和小孩死亡。最近几年，许多国际组织，如联合国儿童基金会(UNICEF)、世界银行和红十字国际委员会提供资金建造和修理许多钻孔和井，以便为25万以上的人提供净水。

### 发展中国家中的女性
供水的缺乏对发展中国家女性来说十分不利。通常来说，妇女在家庭中需要负责提供并收集水资源。目前有许多世界性组织关注女性在供水问题中的地位和角色。

## 冲突、战争和自然灾害
当世界政局恶化时，供水往往首当其冲遭到影响。战争和灾害会污染一度可靠的水源，或完全切断人们利用水源的途径。
自然灾害，如洪水、飓风和海啸常常中断或污染供水，并扩散疾病，其影响程度比原本的灾害多数倍。战争和灾害也会破坏既有的基础设施，使不计其数的人无法使用他们赖以生存的水。自然灾害、战争和其他冲突经常毁坏供水的基础设施，基础设施一旦遭到破坏，需要多年才能恢复。
暴力和灾害使许多人被迫逃离家乡。难民需要基本的用水，但是在他们聚集的地方，水源往往根本无法应付不断涌入的人口。如果没有有效的帮助，如用车辆临时供水，战争和自然灾害的受灾者会发现无水可用使已经悲惨万分的情况更加雪上加霜。
为了争夺水源而发生的冲突由来已久又充满暴力。在干旱地区或在旱灾时争夺稀有的水资源导致死亡和供水系统基础设施的破坏。虽然供水系统在战争期间被视为军事目标，并作为军事工具使用，但是越来越多的水冲突事件与恐怖主义行动和发展战略上的争执有关。
在中东地区，除了气候原因影响，持续的武装冲突使该地区水资源和年久失修的供水系统达到几近崩溃的程度。交战方有时攻击供水供电基础设施，或为了军事或政治目的蓄意干扰水电供应。
红十字国际委员会中东行动部主任罗伯特·马尔迪尼表示 :"在冲突中用限制获取水源作为战术或武器，或攻击供水或能源设施，这不仅违反了武装冲突法，而且对那些健康状况不佳之人的生活造成了非常有害的影响。"

## 外部連結
- 中的“Water Resources”
- The World Bank on private water operations in rural communities （页面存档备份，存于）
- The World Bank on public-private water mechanisms for urban utilities （页面存档备份，存于）
- The World Bank on water utility subsidies （页面存档备份，存于）
- Appropedia:Water supply
- The WHO's site on water （页面存档备份，存于）
- The OECD's site on water （页面存档备份，存于）
- IEEE Spectrum: How Much Water Does It Take to Make Electricity? — Natural gas requires the least water to produce energy, biofuels the most, according to a new study
- Water Planning Tools — an Australian research initiative which develops and pilots tools for improving water planning, management and security
- Google — public data （页面存档备份，存于） "Improved water source (percent of population with access)"
- Google — public data （页面存档备份，存于） "Renewable internal freshwater resources per capita (cubic meters)"